# Ministério da Nutrição, Agricultura e Defesa do Consumidor da Alemanha
O Ministério da Nutrição, Agricultura e Defesa do Consumidor (Bundesministerium für Ernährung, Landwirtschaft und Verbraucherschutz) é um ministério do governo da Alemanha.
- Ministro atual: Alois Rainer
- Abreviatura: CSU